# Ustica
Ustica is een klein Italiaans vulkanisch eiland, 70 kilometer ten noorden van de Siciliaanse hoofdstad Palermo.
Het eiland Ustica vormt de gelijknamige gemeente. Bestuurlijk gezien hoort het bij de provincie Palermo, die zelf onderdeel is van de autonome regio Sicilië.
De laatste uitbarsting van de vulkaan was 150.000 jaar geleden.

## Demografie
Ustica telt ongeveer 553 huishoudens. Het aantal inwoners steeg in de periode 1991-2001 met 12,4% volgens cijfers uit de tienjaarlijkse volkstellingen van ISTAT.
| Jaar | Inwoneraantal |
| ---- | ------------- |
| 1991 | 1188          |
| 2001 | 1335          |

## Vliegramp
Ustica was in juni 1980 internationaal nieuws toen een vliegtuig, met daarin 81 inzittenden, op mysterieuze wijze boven het eiland ontplofte. Op het moment van de ontploffing bevond het vliegtuig zich op een hoogte van ongeveer  7000 m hoogte boven de zeespiegel, tussen de eilanden Ponza en Ustica, en vloog het met een snelheid van 800 km/h. 
Pas na decennia kwam vast te staan dat het toestel waarschijnlijk getroffen was door een raket afkomstig van een NAVO-gevechtstoestel. In 2011 veroordeelde een Siciliaanse rechtbank de Italiaanse staat tot het betalen van een bedrag van 100 miljoen euro aan de nabestaanden. Dit bedrag viel mede zo hoog uit wegens het feit dat jarenlang het onderzoek naar de ramp gefrustreerd en gesaboteerd is. In januari 2013 bekrachtigde het Italiaanse hooggerechtshof dit vonnis.